# Luca Censoni
Luca Censoni (sinh ngày 18 tháng 7 năm 1996) là cầu thủ bóng đá San Marino chơi ở vị trí tiền vệ cho câu lạc bộ Tre Fiori và Đội tuyển bóng đá quốc gia San Marino.

## Sự nghiệp thi đấu quốc tế
Censoni ra mắt quốc tế cho San Marino vào ngày 8 tháng 6 năm 2019, trong trận đấu thuộc khuôn khổ Vòng loại giải vô địch bóng đá châu Âu 2020 gặp Nga, kết thúc với phần thắng 9-0 cho Nga.

## Thống kê sự nghiệp

### Quốc tế
Tính đến 10 tháng 6 năm 2022
| San Marino | San Marino | San Marino |
| Năm        | Trận       | Bàn thắng  |
| ---------- | ---------- | ---------- |
| 2019       | 4          | 0          |
| 2020       | 0          | 0          |
| 2021       | 3          | 0          |
| 2022       | 3          | 0          |
| Tổng cộng  | 10         | 0          |